# سان بازیله
سان بازیله (به ایتالیایی: San Basile) یک کومونه در ایتالیا است که در استان کزنتزا واقع شده‌است. سان بازیله ۱۸ کیلومتر مربع مساحت و ۱٬۲۸۳ نفر جمعیت دارد و ۵۴۰ متر بالاتر از سطح دریا واقع شده‌است.